# Зенітний вогонь

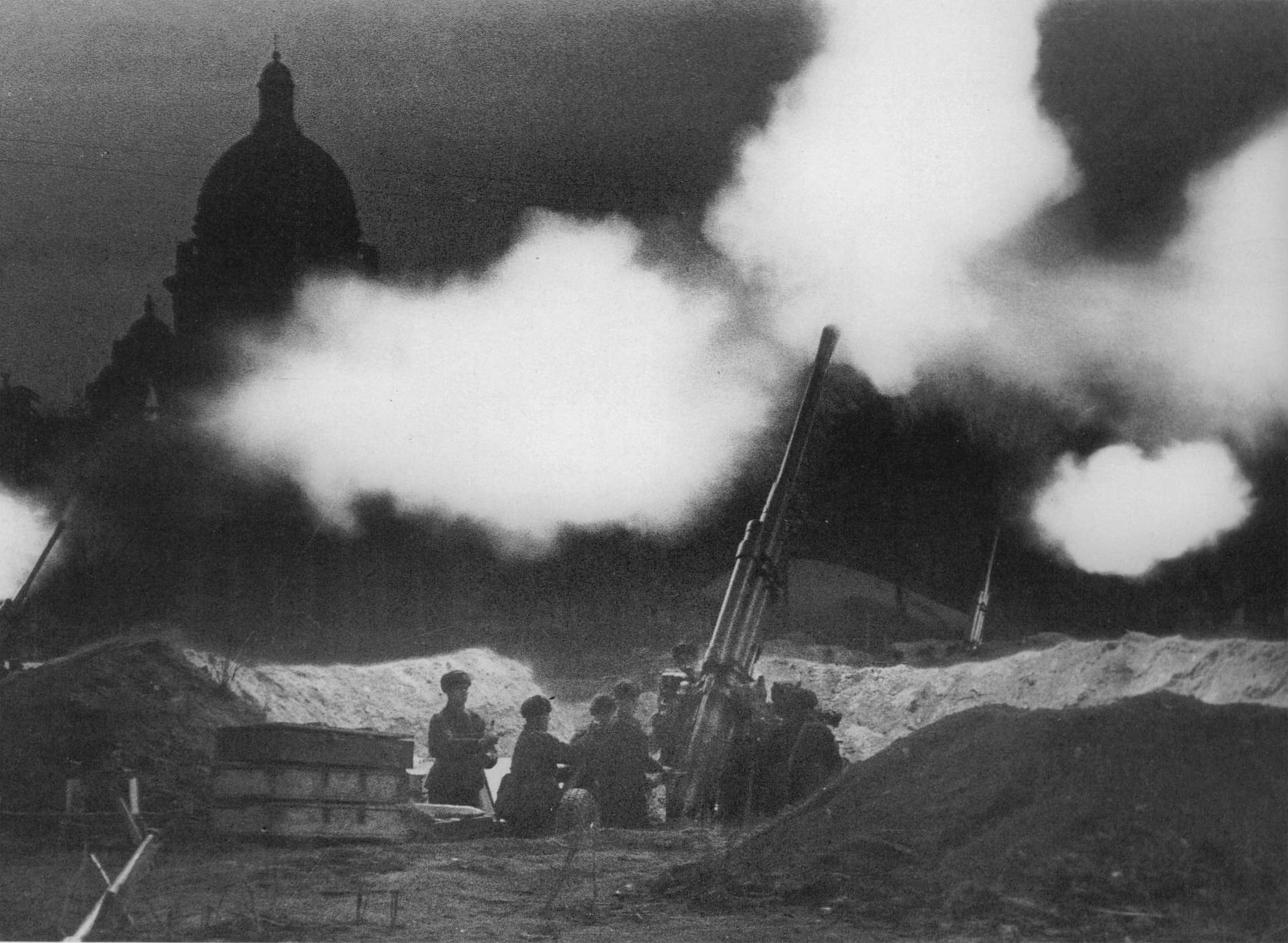
Радянські зенітники ведуть вогонь. Ленінград. 1941

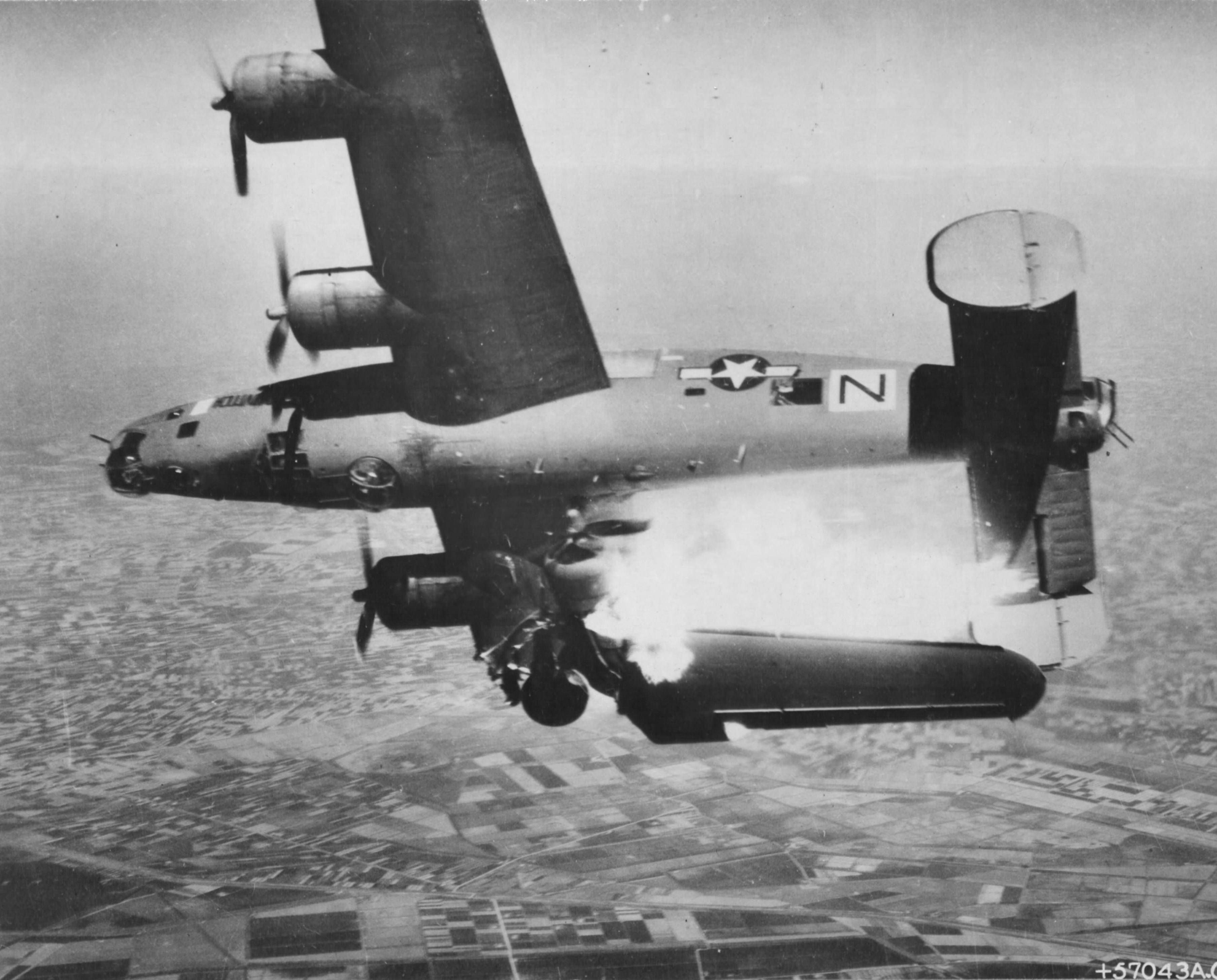
Бомбардувальник В-24 підбитий зенітним вогнем. Італія. 10 квітня 1945

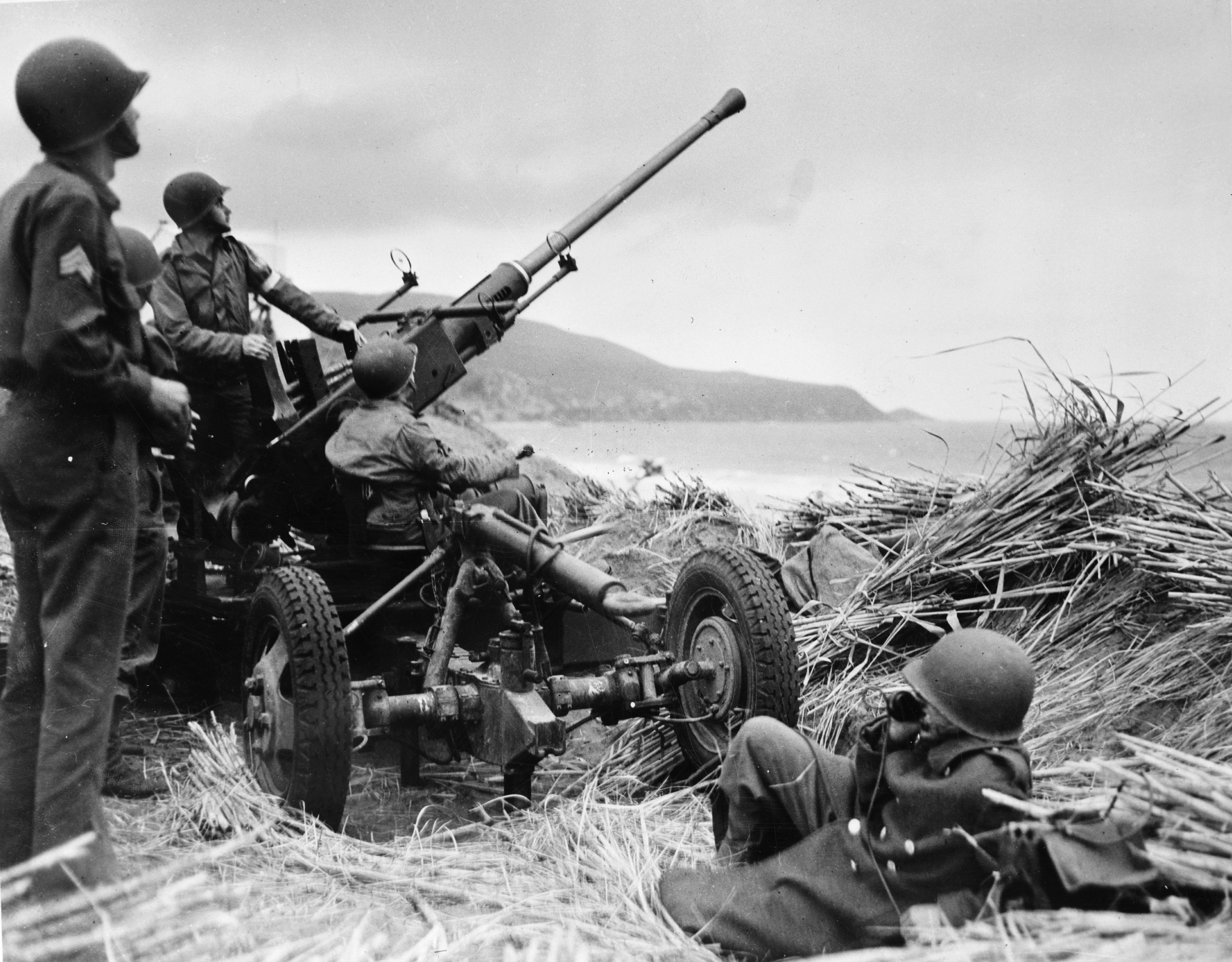
Американська обслуга зенітної гармати Бофорс часів Другої світової війни

Зені́тний вого́нь або вого́нь за́собів ППО — вид вогню, стрільба з різних видів зброї на ураження цілей; один з основних засобів знищення противника у бою у повітрі із застосуванням боєприпасів у звичайному спорядженні з метою нанесення ураження повітряному противнику, відбиття його ударів в інтересах завоювання нашими ВПС панування у повітрі і збереження боєздатності військ, що прикриваються для активного і успішного виконання поставлених ним бойових задач.

## Зміст
Ефективність зенітного вогню досягається високою точністю (влучністю), раптовістю відкриття, зосередженням на найважливіших цілях, широким маневром і умілим управлінням вогнем. У сучасне поняття «зенітний вогонь» включається також стрільба (пуски) ракетами у звичайному спорядженні.
Зенітний вогонь на ураження повітряних цілей ведуть зенітно-ракетні війська, зенітна артилерія і зенітні кулемети всіх родів військ (сил). При цьому зенітний вогонь зосереджується на одній цілі або розподіляється по кількох цілях. Зенітна артилерія і зенітні кулемети можуть застосовувати також загороджувальний вогонь. Зенітний вогонь по повітряних цілях ведуть зі своєї зброї і мотострілецькі підрозділи.